# Partido del Pueblo Trabajador
El Partido del Pueblo Trabajador (PPT) fue un partido político puertorriqueño fundado el 5 de diciembre de 2010 por un grupo de sindicalistas, ambientalistas, feministas, luchadores por los derechos democráticos de los grupos marginados y minoritarios con el fin de promover una "política sana y honesta en favor de las grandes mayorías del país". Sus seguidores eran conocidos como "pepeteros" y al partido se le denominaba informalmente "pepeté", siguiendo el acrónimo de tres letras típico de los partidos en Puerto Rico.
El Partido se había comprometido, a través del Reglamento que regía su funcionamiento, en "convertirse en la voz y el brazo político del pueblo trabajador, tanto en las urnas como en la calle".
La presidencia del partido estuvo ocupada por Anneliesse Sánchez.

## Fundación
El PPT fue fundado en diciembre de 2010 con grupos activistas, estudiantes y trabajadores de los sectores gubernamentales y privados en una conferencia de prensa ofrecida frente al Departamento del Trabajo en San Juan, Puerto Rico. Entre sus primeros portavoces se encontraron Ineabelle Colón, actriz y  candidata a la Asamblea Legislativa de Puerto Rico por el PPT en 2016. 
Luego de aprobada la certificación como grupo de ciudadanos que aspiran a la creación de un partido político,  comenzó la búsqueda de los endosos requeridos por la ley electoral. El PPT cumplió para el 25 de mayo de 2012 con la cantidad de endosos requeridos (unos 57.000) por la Comisión Estatal de Elecciones (CEE) para ser certificados como partido político y participar en las elecciones generales de Puerto Rico de 2012. El 1º de junio de 2012, el portavoz del PPT, Pedro Muñiz García, indicó que la CEE certificó oficialmente al Partido y se reconoció que habían reunido 70.000 endosos, de los cuales fueron aceptados como válidos 59, 777. La cifra mínima era 57,609 que fue superada por 2,168 endosos .

## Organización
El PPT se organizaba desde su fundación con comités regionales, municipales y un Comité Central. Dichos comités ejercen lo que sus miembros describen como "democracia participativa" para la toma de decisiones.
Según su reglamento, la Asamblea del Partido era su autoridad suprema. Cuando la Asamblea del PPT no estaba en sesión, el poder lo ostentaba el Comité Central, que debía mantener los acuerdos de la Asamblea, el Programa Político del PPT, seguir el Reglamento del Partido y cumplir con la Ley Electoral. Este Comité Central estaba conformado por los presidentes de los comités municipales y por 15 miembros electos por la Asamblea, estos últimos siendo el "Comité Ejecutivo".
El Comité Ejecutivo del Comité Central tenía un término bienal, y sus miembros podían ser reelectos por la Asamblea del Partido cada dos años. El Comité Central se reunía ordinariamente tres veces al año, y en caso de haber necesidad de reuniones extraordinarias, era convocado por el Comité Ejecutivo. Era el Comité Central quien designaba al Comisionado Electoral y cualquier funcionario asalariado del PPT.
El PPT reconoce a sus miembros el derecho a organizarse por tendencias o alas políticas variadas, para defender y promover diversas posiciones políticas en el seno de la organización.

## Elecciones de 2012
Tras obtener su franquicia electoral según dispuesto por la ley electoral, el PPT afianzó su organización interna en una Asamblea el 10 de mayo de 2012, en la que aprobó su plan de gobierno, y el Reglamento.

### Asamblea de Nominaciones, inicio de campaña
El PPT sostuvo una Asamblea para nominaciones el sábado 16 de junio de 2012 en el edificio del Sindicato Puertorriqueño de Trabajadores en San Juan en la que se seleccionaron los candidatos nacionales del PPT. 
Resultó candidato a la gobernación de Puerto Rico el profesor universitario Rafael Bernabe Riefkohl. A la nominación de Bernabe Riefkohl el portavoz del partido Pedro Muñiz dijo lo siguiente: 

...los pepeteros se encontraban "entusiasmados con la candidatura de Rafi. Bernabe se ha solidarizado y participado activamente en tantas luchas sociales que sería imposible enumerarlas. Su presencia se ha hecho sentir en luchas en el país por la defensa del medioambiente, los derechos de la mujer, la comunidad LGBTT, por los derechos de los trabajadores y trabajadoras, inmigrantes, comunidades, pena de muerte, fianza y Vieques.

En la misma Asamblea, el PPT escogió al también profesor universitario Félix Córdoba Iturregui para ser candidato a la comisaría residente en Washington D. C. Para la Asamblea Legislativa, resultaron candidatas por acumulación la maestra y líder sindical Eva Ayala, quien compite para la Cámara de Representantes de Puerto Rico, mientras que la actriz Ineabelle Colón competirá para el Senado de Puerto Rico también por acumulación.
Rafael Bernabe indicó que las enmiendas que propone el PPT para la Asamblea Legislativa incluyen el modificar el actual sistema de escrutinio uninominal mayoritario a un sistema de representación proporcional, es decir, que si un partido obtiene 3% de los votos, tendrá el 3% de los legisladores de ambas cámaras.

### Alianza electoral con el Movimiento Autónomo Ponceño
El candidato a la gobernación del PPT, Rafael Bernabe Riefkohl, dio la bienvenida a la candidata a la alcaldía de Ponce, Ivette Martín Meléndez, del Movimiento Autónomo Ponceño, a una alianza electoral, la primera en décadas de política en Puerto Rico. Bernabe indicó que antes de declarar la alianza, habían dialogado sobre sus visiones programáticas, y encontrado muchas coincidencias, de lo cual dijo: 

Ambos partidos proponemos como punta de lanza la justicia social y la defensa del medio ambiente. Ambos defendemos el derecho al trabajo, la fianza, la educación gratuita y el derecho a una vivienda digna.

## Elecciones de 2016
El partido concurrió a las elecciones generales de 2016 en dónde obtuvo un resultado más bajo que en las elecciones de 2012, pasando de 18, 312 votos un 0.98% en 2012 a 5,430 votos un 0.3% en 2016.

## Disolución
El partido luego quedó disuelto de facto al no solicitar su reinscripción luego de la elección de 2016, sus figuras destacadas Rafael Bernabe Riefkohl y Mariana Nogales se incorporaron al Movimiento Victoria Ciudadana.

## Refundación
Desde la marcha de las principales figuras del PPT ha habido algunos intentos de volver a relanzar el partido sin éxito. Entre las principales propuestas de los nuevos miembros destacan la de convertir el partido en una "asamblea popular" de partidos y movimientos de izquierda, representadas todas las corrientes en dicha asamblea. Caso similar a la candidatura de Unidas Podemos en Europa. Las facciones políticas invitadas son el Frente Socialista, el Movimiento Socialista de Trabajadores, Movimiento al Socialismo, el Partido Comunista de Puerto Rico, la Organización Socialista Internacional (OSI) de Puerto Rico y el Movimiento Nacionalista Revolucionario (Puerto Rico). 